# 圣博
圣博（法語：Saint-Bauld，法語發音：[sɛ̃ bo]）是法国安德尔-卢瓦尔省的一个旧市镇，属于洛什区。2018年1月1日，圣博和相邻的托克西尼合并为新市镇托克西尼-圣博（Tauxigny-Saint-Bauld）。

## 地理
圣博（47°10'48"N, 0°50'14"E）面积4.11 平方千米，位于法国中央-卢瓦尔河谷大区安德尔-卢瓦尔省，该省份为法国中西部省份，北起萨尔特省、东北接卢瓦-谢尔省，东南接安德尔省，南至维埃纳省，西临曼恩-卢瓦尔省。
与圣博接壤的市镇（或旧市镇、城区）包括：多吕勒塞克、勒卢鲁、芒特朗、托克西尼。
圣博的时区为UTC+01:00、UTC+02:00（夏令时）。

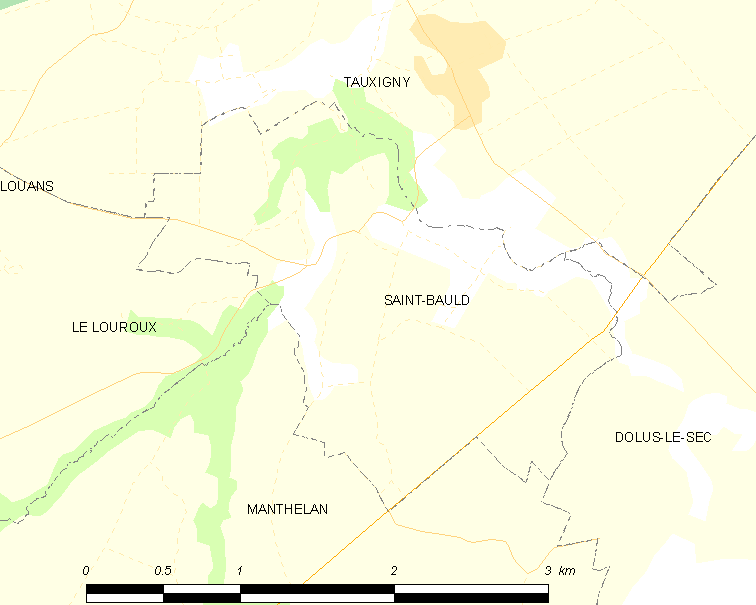
圣博的OSM定位图

## 行政
圣博的邮政编码为37310，INSEE市镇编码为37209。

## 政治
圣博所属的省级选区为洛什县。

## 人口

1962-2008年间圣博人口变化图示

圣博于2018年1月1日时的人口数量为193人。